# Gorka González
Gorka González Larrañga (* 28. September 1977 in Zarautz) ist ein ehemaliger spanischer Radrennfahrer.
Gorka González begann seine Profikarriere 2002 beim baskischen Radsport-Team Euskaltel-Euskadi, bei dem er auch 2000 als Stagiaire fuhr. Noch im gleichen Jahr fuhr er die Tour de France, beendete sie aber nicht. 2003 gewann er eine Etappe der Burgos-Rundfahrt, sein einziger Profisieg. Bei der Tour de France 2004 erhielt der Baske ein Startverbot wegen zu hoher Blutwerte und Dopingverdacht.

## Teams
- 2002 Euskaltel-Euskadi
- 2003 Euskaltel-Euskadi
- 2004 Euskaltel-Euskadi
- 2005 Euskaltel-Euskadi
- 2006 Euskaltel-Euskadi